# Філіп Пондер
Філіп Пондер (англ. Philip Ponder; нар. 23 лютого 1997, Дентон, США) — американський та тайванський футболіст, захисник.

## Клубна кар'єра

### Ранні роки та кар'єра в коледжі
З 2010 року виступав за команду академії «Даллас». У 2016 році перейшов до футбольної команди в Південний методистський університет, за яку виступав протягом чотирьох років. За час перебування в «Мустангс» провів 50 матчів, відзначився 5-ма голами і віддав одну результативну передачу. Його також включали до AAC All-Academic Team (2016/17, 2017/18, 2018/19), AAC All-Tournament Team (2018), CoSIDA Third Team Academic All-American (2017), а також виграв дві Нагороди найкращому гравцеві захисту тижня AAC.

### «Норз Тексас»
14 січня 2020 року підписав контракт з «Норз Тексас», фарм-клуб «Далласа» з USL League One. Дебютував на професіональному рівні 8 серпня 2020 року, вийшовши на заміну на 84-й хвилині нічийного (2:2) поєдинку проти «Чаттануга Ред Вулвз». 30 листопада 2020 року «Норз Тексас» надав гравцеві статус вільного агента.

## Кар'єра в збірній
2019 року Пондер провів три матчі та відзначився одним голом за олімпійську збірну Китайського Тайбею (U-23) у кваліфікації літніх Олімпійських ігор 2020.

## Статистика виступів

### Забиті м'ячі (U-23)
| №  | Дата            | Місце                                    | Суперник        | Рахунок | Результат | Змагання                            |
| -- | --------------- | ---------------------------------------- | --------------- | ------- | --------- | ----------------------------------- |
| 1. | 26 березня 2019 | Олімпійський стадіон, Пномпень, Камбоджа | Камбоджа (U-23) | 1–1     | 1–1       | кваліфікація літньої Олімпіади 2020 |